# A Prairie Heiress
A Prairie Heiress est un film américain sorti en 1917.

## Fiche technique
- Titre original : A Prairie Heiress
- Production : Mack Sennett
- Société de production : Keystone
- Société de distribution : Keystone
- Pays d’origine :  États-Unis
- Langue originale : anglais
- Format : noir et blanc — 35 mm — 1,37:1 — Film muet
- Genre : Comédie
- Durée : 1 bobine - 300 m
- Date de sortie :
  - États-Unis : 14 octobre 1917
- Licence : domaine public

## Distribution
- Juanita Hansen
- Fritz Schade
- Jack Cooper
- James Donnelly
- Phyllis Haver
- Howard Knoth
- Vera Reynolds